# Bosch (televisieserie)
Bosch is een politieserie die geproduceerd is door Amazon Studios en op 13 februari 2015 in première ging op Prime Video. Titus Welliver speelt de hoofdrol als detective Hieronymus 'Harry' Bosch (hij is vernoemd naar de schilder Hieronymus Bosch) van de LAPD. Het verloop van het (eerste) seizoen is gebaseerd op drie verschillende verhalen uit de Harry Bosch-serie van Michael Connelly (City of Bones, Echo Park en The Concrete Blonde). Een pilot voor de serie werd begin 2014 uitgebracht. Naar aanleiding van de positieve reacties besloot Amazon op 12 maart 2014 een volledig seizoen te produceren.

## Uitgangspunt
Bosch wordt achtervolgd door een incident van twee jaar geleden, waarbij hij mogelijk een verdachte zou hebben gedood. In de tegenwoordige tijd onderzoekt hij enkele moorden, waaronder die op een jongetje waarvan het skelet wordt gevonden in het bos. Het jongetje blijkt al in 1989 of eerder te zijn vermoord en zo verschrikkelijk te zijn mishandeld (meer dan veertig gebroken botten, deels weer genezen, deels recenter bij zijn overlijden), dat zijn exacte leeftijd niet goed meer valt vast te stellen.

## Rolverdeling
- Titus Welliver als Det. Harry Bosch
- Jamie Hector als Det. Jerry Edgar
- Amy Aquino als Lieutenant Grace Billets
- Lance Reddick als Deputy Chief Irvin Irving
- Annie Wersching als Officer Julia Brasher
- Sarah Clarke als Eleanor Wish
- Jason Gedrick als Raynard Waits